# Евховец
Евховец — река в России, протекает в Бабушкинском районе Вологодской области. Устье реки находится в 48 км по левому берегу реки Юза. Длина реки составляет 11 км.
Исток Евховца расположен в 9 км к юго-востоку от села Рослятино, центра Рослятинского сельского поселения. Река течёт на юго-запад, затем на северо-запад. Крупнейший приток — Первый Лагмарь (правый), впадает в Евховец за несколько сот метров до впадения самого Евховца в Юзу. Всё течение реки проходит по ненаселённому лесному массиву.

## Данные водного реестра
По данным государственного водного реестра России относится к Верхневолжскому бассейновому округу, водохозяйственный участок реки — Унжа от истока и до устья, речной подбассейн реки — Бассей притоков Волги ниже Рыбинского водохранилища до впадения Оки. Речной бассейн реки — (Верхняя) Волга до Куйбышевского водохранилища (без бассейна Оки).
Код объекта в государственном водном реестре — 08010300312110000014740.